# Spartaeinae
Spartaeinae Wanless, 1984 è una sottofamiglia di ragni appartenente alla famiglia Salticidae dell'ordine Araneae della classe Arachnida.

## Distribuzione
Le sei tribù oggi note di questa sottofamiglia sono diffuse in Asia, Africa e Australia.

## Tassonomia
A maggio 2010, gli aracnologi sono concordi nel suddividerla in sei tribù:
- Cocalini (2 generi)
- Cocalodini (1 genere)
- Codetini (1 genere)
- Cyrbini (2 generi)
- Holcolaetini (1 genere)
- Spartaeini (13 generi viventi + 3 fossili)